# Урусов, Владислав Григорьевич
Урусов Владислав Григорьевич (1927—2001) — машинист комбайна шахты «Шолоховская-Восточная» комбината «Ростовуголь», Герой Социалистического Труда.

## Биография
Родился 27 ноября 1927 года. Окончив школу фабрично-заводского обучения (ФЗО) в городе Орджоникидзе, 2 года работал крепильщиком в Садовском рудоуправлении. После службы в Советской Армии в 1956 году по призыву партии и правительства, приехал в Донбасс. Работал проходчиком, горнорабочим очистного забоя, машинистом комбайна.
В 1965 году как опытный горняк переведен на новую шахту «Шолоховская-Восточная» комбината «Ростовуголь». Здесь добился наибольших производственных успехов. Комплексная бригада под его руководством первой внедрила на шахте высокопроизводительный узкозахватный комплекс КМ-87Д. Его использование позволило бригаде первой в городе Белая Калитва достичь тысячетонной суточной нагрузки на лаву. Бригада одной из первых в области создала специальную ремонтную смену, которая проводила осмотр и ремонт техники. Это увеличило машинное время работы комбайна, сократило простои из-за аварий и неисправностей механизмов.
Указом Президиума Верховного Совета СССР от 30 марта 1971 года за выдающиеся успехи в выполнении заданий пятилетнего плана по развитию угольной и сланцевой промышленности и достижение высоких технико-экономических показателей Урусову Владиславу Григорьевичу присвоено звание Героя Социалистического Труда с вручением ордена Ленина и золотой медали «Серп и Молот».
В 1980-е годы вышел на пенсию. Умер 14 марта 2001 года. 

## Награды и звания
- Заслуженный шахтер РСФСР
- Почётный шахтер

Награждён орденами Ленина (30.03.1971), Октябрьской Революции, «Знак Почета», знаками «Шахтёрская слава» 3-х степеней.